# Strangers (Dean Koontz)
Strangers è un romanzo del 1986 scritto da Dean R. Koontz.

## Trama
Questo libro inizia descrivendo le fobie di alcuni personaggi che, apparentemente, non hanno nulla in comune; effettuando delle ricerche scopriranno però che i disturbi di cui soffrono non sono del tutto slegati tra di loro. La continua ricerca della verità li porterà ad incontrarsi nel Nevada, al Tranquility Motel; qualcuno però non vuole che la verità, un avvenimento straordinario accaduto molti anni prima, venga a galla e cercherà di mettere tutto a tacere.

## Edizioni
- Dean R. Koontz, Strangers, traduzione di Alessandra Padoan, 1 (ottobre 1993) ed., collana I grandi tascabili, Bompiani, 1993,  p. 653, ISBN 88-452-2135-0.